# Thomas Gaarde
Thomas Gaarde (født 21. april 1977 i Espergærde) er en dansk skuespiller.
Gaarde er uddannet fra Skuespillerskolen ved Odense Teater i 2008 og medvirkede i 2009 i teatrets opsætning af Skatteøen. I 2010 medvirkede han i DR-tv-serien Borgen.